# Мироедиха
Мироедиха —  река в Туруханском районе Красноярского края, правый приток реки Енисей.
Длина реки — 46 километров. В верхнем течении река называется Мироедиха 1-я, через 36 км от истока которой (в 10 км от устья) в неё впадает Мироедиха 3-я (длиной 44 км). После их слияния река называется Мироедиха и меняет направление с преимущественно северного на западное с крутыми изгибами. Впадает в Енисей у нежилого селения Мироедиха (на современных картах — урочище), на расстоянии 1011 км от устья, в 21 км южнее (выше) от устья Нижней Тунгуски.

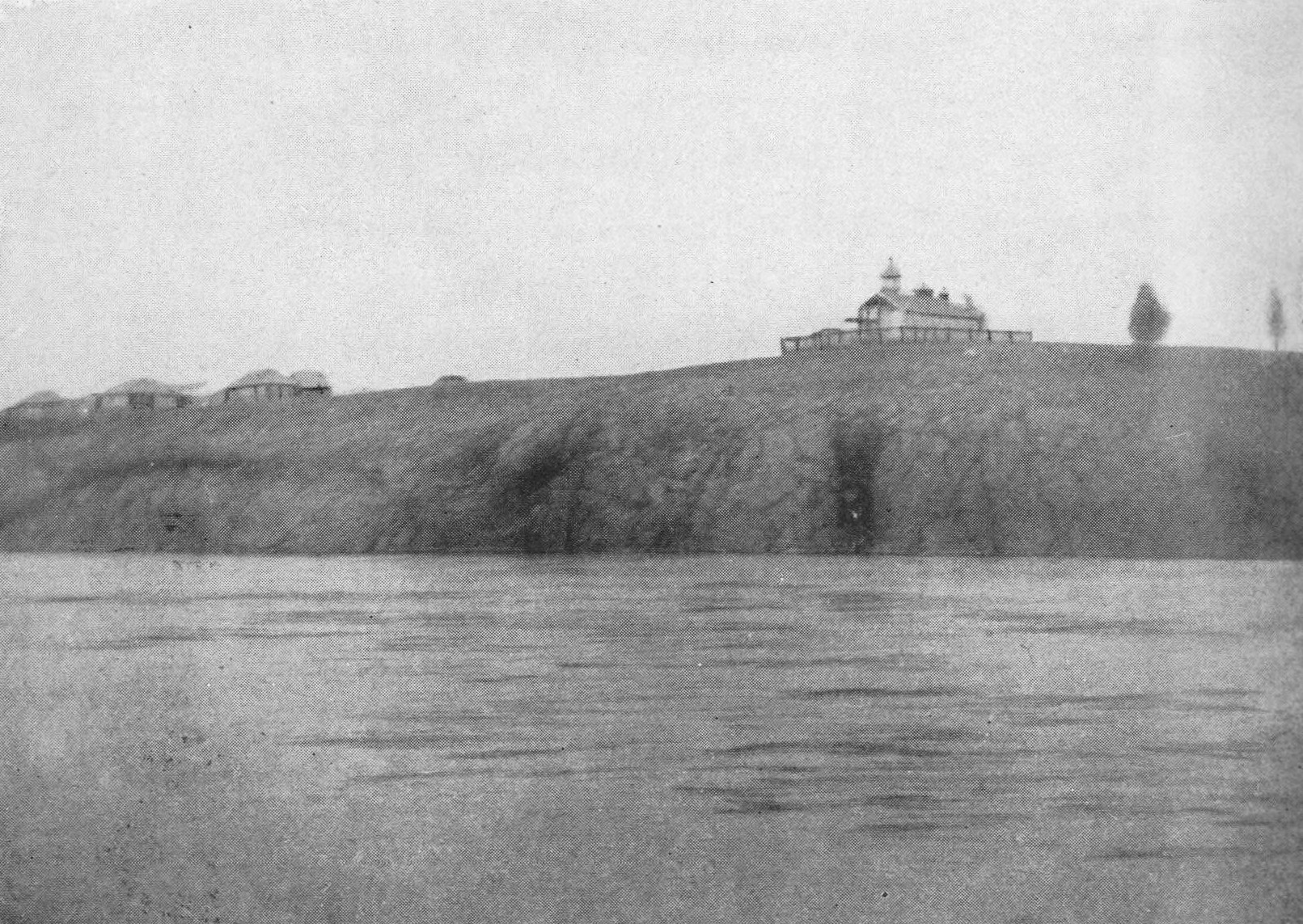
Бывшее село Мироедиха, 1913.
Снимок Ф. Нансена

По данным государственного водного реестра России относится к Енисейскому бассейновому округу. Код водного объекта — 17010600112116100061467.